# RCHY1
RCHY1‏ (Ring finger and CHY zinc finger domain containing 1) هوَ بروتين يُشَفر بواسطة جين RCHY1 في الإنسان.